# Xã Appanoose, Quận Hancock, Illinois
Xã Appanoose (tiếng Anh: Appanoose Township) là một xã thuộc quận Hancock, tiểu bang Illinois, Hoa Kỳ. Năm 2010, dân số của xã này là 435 người.